# Fernkommunikationsmittel
Fernkommunikationsmittel ist ein Begriff aus dem deutschen Bürgerlichen Gesetzbuch und ist dort unter § 312c definiert:
Fernkommunikationsmittel im Sinne dieses Gesetzes sind alle Kommunikationsmittel, die zur Anbahnung oder zum Abschluss eines Vertrags eingesetzt werden können, ohne dass die Vertragsparteien gleichzeitig körperlich anwesend sind, wie  Briefe, Kataloge, Telefonanrufe, Telekopien, E-Mails, über den Mobilfunkdienst versendete Nachrichten (SMS) sowie Rundfunk und Telemedien.
Der Begriff bildet die Grundlage für einen Fernabsatzvertrag nach § 312g. Als Rechtsfolge bei diesen Verträgen, die außerhalb der Geschäftsräume durch die erwähnten Fernkommunikationsmittel abgeschlossen wurden, steht dem Verbraucher ein Widerrufsrecht nach BGB zu.    